# Abell S1077
Abell S1077 è un ammasso di galassie situato in direzione della costellazione del Pesce Australe alla distanza di quasi 3,4 miliardi di anni luce dalla Terra (light travel time). È inserito nella seconda parte dell'omonimo catalogo redatto da George Abell, denominata The Southern Survey (da cui la S) che descrive gli ammassi visibili nell'emisfero australe.
Ha una classe di ricchezza 4 essendo formato da circa 220 galassie, mentre è del tipo II-III secondo la Classificazione di Bautz-Morgan.
Abell S1077 è stato studiato con il Telescopio spaziale Hubble nel 1992 e nel 2013 confermando che la l'ammasso permette, tramite il fenomeno della lente gravitazionale di visualizzare oggetti più distanti dell'ammasso stesso, come alcune galassie remote.
Lo studio dei dati ottenuti dalle osservazioni del telescopio spaziale Chandra ha messo in evidenza che Abell S1077 è formato da due sottoammassi denominati rispettivamente AC 114 Northern e AC 114 Southern. Nello studio viene calcolato un redshift medio di z ~ 3,17.
| ID                   | R.A.          | Dec.         | Redshift (z) |
| -------------------- | ------------- | ------------ | ------------ |
| AC 114 (Abell S1077) | 22h 58m 45.6s | -34° 48′ 00″ | 0,317242     |
| AC 114 Northern      | 22h 58m 43.0s | -34° 46′ 34″ | 0,301921     |
| AC 114 Southern      | 22h 59m 06.2s | -34° 46′ 16″ | 0,40936      |